# Natatolana karkarook
Natatolana karkarook är en kräftdjursart som beskrevs av Bruce1986. Natatolana karkarook ingår i släktet Natatolana och familjen Cirolanidae. Inga underarter finns listade i Catalogue of Life.